# Campionatul Mondial de Atletism din 2022 - 400 m (masculin)
Proba masculină de 400 m de la Campionatul Mondial de Atletism din 2022 a avut loc în perioada 17-22 iulie 2022 pe Hayward Field din Eugene, SUA.

## Timpul de calificare
Timpul standard pentru calificare a fost 44,90.

## Program
Ora este ora SUA (UTC-7) 
| Data          | Oră   | Etapă      |
| ------------- | ----- | ---------- |
| 17 iulie      | 11:05 | Calificări |
| 20 iulie      | 19:15 | Semifinale |
| 22 iulie 2022 | 19:35 | Finala     |

## Rezultate

### Calificări
Primii 3 atleți din fiecare serie (C) împreună cu 6 atleți cu cei mai buni timpi (c) s-au calificat în semifinale.
| Loc | Serie | Sportiv               | Țară                       | Timp  | Note  |
| --- | ----- | --------------------- | -------------------------- | ----- | ----- |
| 1   | 5     | Bayapo Ndori          | Botswana                   | 44,87 | C, PB |
| 2   | 1     | Wayde van Niekerk     | Africa de Sud              | 45,18 | C     |
| 3   | 5     | Kirani James          | Grenada                    | 45,29 | C     |
| 4   | 2     | Michael Norman        | Statele Unite ale Americii | 45,37 | C     |
| 5   | 1     | Jonathan Jones        | Barbados                   | 45,46 | C     |
| 6   | 6     | Matthew Hudson-Smith  | Marea Britanie             | 45,49 | C     |
| 7   | 4     | Champion Allison      | Statele Unite ale Americii | 45,56 | C     |
| 8   | 5     | Nathon Allen          | Jamaica                    | 45,61 | C     |
| 9   | 1     | Alex Haydock-Wilson   | Marea Britanie             | 45,62 | C, SB |
| 10  | 2     | Christopher Taylor    | Jamaica                    | 45,68 | C     |
| 11  | 2     | Zakhiti Nene          | Africa de Sud              | 45,69 | C     |
| 12  | 4     | Dylan Borlée          | Belgia                     | 45,70 | C     |
| 13  | 2     | Kevin Borlée          | Belgia                     | 45,72 | c     |
| 14  | 3     | Michael Cherry        | Statele Unite ale Americii | 45,81 | C     |
| 15  | 3     | Muzala Samukonga      | Zambia                     | 45,82 | C     |
| 16  | 6     | Liemarvin Bonevacia   | Țările de Jos              | 45,82 | C     |
| 17  | 6     | Lidio Andrés Feliz    | Republica Dominicană       | 45,87 | C     |
| 18  | 5     | Fuga Sato             | Japonia                    | 45,88 | c     |
| 19  | 1     | Julian Jrummi Walsh   | Japonia                    | 45,90 | c     |
| 20  | 4     | Isaac Makwala         | Botswana                   | 45,93 | C     |
| 21  | 5     | Alex Beck             | Australia                  | 45,99 | c     |
| 22  | 4     | Mikhail Litvin        | Kazahstan                  | 46,00 | c, SB |
| 23  | 6     | Christopher O'Donnell | Irlanda                    | 46,01 | q     |
| 24  | 1     | Patrik Šorm           | Cehia                      | 46,07 |       |
| 25  | 3     | Alexander Doom        | Belgia                     | 46,18 | C     |
| 26  | 2     | Benjamin Lobo Vedel   | Danemarca                  | 46,27 |       |
| 27  | 6     | Kaito Kawabata        | Japonia                    | 46,34 |       |
| 28  | 3     | Jevaughn Powell       | Jamaica                    | 46,42 |       |
| 29  | 5     | Edoardo Scotti        | Italia                     | 46,46 |       |
| 30  | 2     | Luis Avilés           | Mexic                      | 46,47 |       |
| 31  | 4     | Davide Re             | Italia                     | 46,49 |       |
| 32  | 2     | Kajetan Duszyński     | Polonia                    | 46,57 |       |
| 33  | 4     | Dwight St. Hillaire   | Trinidad și Tobago         | 46,60 |       |
| 34  | 3     | Ricky Petrucciani     | Elveția                    | 46,60 |       |
| 35  | 4     | Boško Kijanović       | Serbia                     | 46,85 |       |
| 36  | 1     | Steven Solomon        | Australia                  | 46,87 |       |
| 37  | 3     | Anthony Pesela        | Botswana                   | 47,36 |       |
| 38  | 6     | Lucas Carvalho        | Brazilia                   | 47,53 |       |
| 39  | 5     | Dexter Mayorga        | Nicaragua                  | 48,40 |       |
| 40  | 6     | Aiden Hazzard         | Anguilla                   | 51,44 | SB    |
| 41  | 3     | Obediah Timbaci       | Vanuatu                    | 53,32 |       |

### Semifinale
Primii doi atleți din fiecare serie (C) și următorii doi atleți cu cel mai bun timp (c) s-au calificat în finală.
| Loc | Serie | Sportiv               | Țară                       | Timp  | Note  |
| --- | ----- | --------------------- | -------------------------- | ----- | ----- |
| 1   | 1     | Michael Norman        | Statele Unite ale Americii | 44,30 | C     |
| 2   | 1     | Matthew Hudson-Smith  | Marea Britanie             | 44,38 | C     |
| 3   | 3     | Champion Allison      | Statele Unite ale Americii | 44,71 | C     |
| 4   | 2     | Kirani James          | Grenada                    | 44,74 | C     |
| 5   | 3     | Wayde van Niekerk     | Africa de Sud              | 44,75 | C     |
| 6   | 3     | Jonathan Jones        | Barbados                   | 44,78 | c     |
| 7   | 2     | Bayapo Ndori          | Botswana                   | 44,94 | C     |
| 8   | 1     | Christopher Taylor    | Jamaica                    | 44,97 | c, SB |
| 9   | 2     | Muzala Samukonga      | Zambia                     | 45,02 | PB    |
| 10  | 3     | Alex Haydock-Wilson   | Marea Britanie             | 45,08 | PB    |
| 11  | 1     | Zakhiti Nene          | Africa de Sud              | 45,24 |       |
| 12  | 3     | Kevin Borlée          | Belgia                     | 45,26 |       |
| 13  | 2     | Michael Cherry        | Statele Unite ale Americii | 45,28 |       |
| 14  | 1     | Dylan Borlée          | Belgia                     | 45,41 |       |
| 15  | 3     | Liemarvin Bonevacia   | Țările de Jos              | 45,50 |       |
| 16  | 3     | Mikhail Litvin        | Kazahstan                  | 45,63 | PB    |
| 17  | 2     | Fuga Sato             | Japonia                    | 45,71 |       |
| 18  | 1     | Julian Jrummi Walsh   | Japonia                    | 45,75 |       |
| 19  | 2     | Alexander Doom        | Belgia                     | 45,80 |       |
| 20  | 2     | Christopher O'Donnell | Irlanda                    | 46,01 |       |
| 21  | 3     | Isaac Makwala         | Botswana                   | 46,04 |       |
| 22  | 1     | Lidio Andrés Feliz    | Republica Dominicană       | 46,19 |       |
| 23  | 1     | Alex Beck             | Australia                  | 46,21 |       |
| 23  | 2     | Nathon Allen          | Jamaica                    |       | NT    |

### Finala
Finala a avut loc pe 22 iulie.
| Loc | Sportiv              | Țară                       | Timp  | Note |
| --- | -------------------- | -------------------------- | ----- | ---- |
| 1   | Michael Norman       | Statele Unite ale Americii | 44,29 |      |
| 2   | Kirani James         | Grenada                    | 44,48 |      |
| 3   | Matthew Hudson-Smith | Marea Britanie             | 44,66 |      |
| 4   | Champion Allison     | Statele Unite ale Americii | 44,77 |      |
| 5   | Wayde van Niekerk    | Africa de Sud              | 44,97 |      |
| 6   | Bayapo Ndori         | Botswana                   | 45,29 |      |
| 7   | Christopher Taylor   | Jamaica                    | 45,30 |      |
| 8   | Jonathan Jones       | Barbados                   | 46,13 |      |